# Gyrinus hatchi
Gyrinus hatchi är en skalbaggsart som beskrevs av Wallis. Gyrinus hatchi ingår i släktet Gyrinus och familjen virvelbaggar. Inga underarter finns listade i Catalogue of Life.